# Fabio Frugali
Fabio Frugali (Sampierdarena, 14 maggio 1926 – Alessandria, 28 marzo 2004) è stato un calciatore italiano, di ruolo di ala sinistra.

## Carriera

### Club

#### Gli inizi e gli anni all'Alessandria
Nativo di Sampierdarena, crebbe calcisticamente nelle giovanili della squadra locale. A 19 anni fu mandato in prestito all'Alessandria, dove disputò il campionato 1945-1946 marcando cinque reti in 31 partite, contribuendo alla promozione della squadra in massima serie.
Nella stagione successiva fu tra i giocatori sampierdarenesi scelti per passare nei ranghi della neonata Sampdoria (creata dalla fusione tra Ginnastica Sampierdarenese e Società Ginnastica Andrea Doria), diventando parte dell'attacco atomico guidato da Giuseppe Baldini e Adriano Bassetto. Esordì in Serie A il 22 settembre 1946 nella gara Roma-Sampdoria 3-1: complessivamente siglò due reti in 17 presenze, una delle quali nel primo derby di Genova vinto dai doriani per 3-0
Al termine della stagione fu ceduto all'Alessandria, nella quale disputò il campionato 1947-1948, dove giocò 10 incontri mettendo a segno quattro reti: la squadra però retrocesse in Serie B. Frugali rimase con i grigi anche nella serie cadetta, dove siglò una rete in 13 incontri.

#### Il passaggio al Milan e gli ultimi anni di carriera
Nell'estate del 1949 passò al Milan dopo qualche problema dovuto al trasferimento: con la maglia rossonera non giocò mai una gara di campionato, ma solo amichevoli con la squadra delle riserve o in amichevoli.
A fine stagione venne ceduto allo Spezia, militante in Serie B, dove giocò tutte le gare di campionato marcando otto reti: la squadra retrocedette però in Serie C, in cui Frugali disputò 23 incontri segnando sei reti.
Nel Serie B 1952-1953 tornò nuovamente nella serie cadetta accettando l'ingaggio da parte del Cagliari neopromosso, nel quale disputò 15 gare segnando una rete (nella gara Cagliari-Salernitana 3-2 del 21 dicembre 1952). L'anno dopo giocò 10 gare segnando un gol, nell'incontro Cagliari-Pro Patria 3-0 del 25 aprile 1954: i sardi in quell'anno sfiorarono la promozione in massima serie, perdendo poi lo spareggio decisivo proprio contro la Pro Patria.
La carriera di Frugali fu bruscamente interrotta da due rotture del menisco a meno di 30 anni: l'ala totalizzò complessivamente 27 presenze e 6 reti in Serie A e 76 presenze e 12 reti in Serie B.

## Dopo il ritiro
Dopo il ritiro dall'attività agonistica tornò ad Alessandria e divenne imprenditore nel settore dell'alta moda, nonché editore di due giornalini da stadio per i tifosi di Genoa e Sampdoria. Morì il 28 marzo 2004 dopo aver lottato per cinque anni contro l'alzheimer.

## Palmarès

### Club

#### Competizioni nazionali
- Campionato italiano di Serie B: 1

Alessandria: 1945-1946